# Berlin (obwód lwowski)
Berlin  (ukr. Берлин) – wieś na Ukrainie w rejonie złoczowskim należącym do obwodu lwowskiego.
Do 2020 w rejonie brodzkim. 

## Położenie
Na podstawie Słownika geograficznego Królestwa Polskiego i innych krajów słowiańskich: Berlin to wieś w powiecie brodzkim, o milę na północny zachód od Brodów, nad rzeką Berlinką.